# اسماعیل شاهرودی
محمداسماعیل شاهرودی (زادهٔ ۱۰ بهمن ۱۳۰۴ در دامغان – درگذشته ۴ آذر ۱۳۶۰ در تهران) شاعر معاصر ایرانی و از نخستین پیروان نیما یوشیج محسوب می‌شد، که از همان ابتدای کار خود به جریان شعر نو پیوست.

## زندگی
او دوره ابتدایی و متوسطه را در زادگاهش گذراند و در نیمه دههٔ ۱۳۳۰ به حزب تودهٔ ایران پیوست. سپس در دانشکدهٔ هنرهای زیبا در تهران به تحصیل ادامه داد، و چندی بعد مدتی به تدریس و مدتی به کار در آموزش و پرورش پرداخت.
شاهرودی پس از سفر به هند و همکاری با دانشگاه اسلامی علیگر، مدتی با لغت‌نامهٔ دهخدا و نیز با محمد معین برای تدوین فرهنگ معین همکاری کرد. در سال ۱۳۴۴ برای مدتی بازداشت شد و پس از آن تعادل روحی خود را از دست داد و تا پایان عمر به حال عادی بازنگشت.
در سال ۱۳۴۸ به عنوان کارشناس فرهنگی با کمیسیون ملی یونسکو در ایران به همکاری پرداخت و هم‌زمان به تدریس «رابطهٔ ادبیات و هنرهای تصویری» در دانشکدهٔ هنرهای زیبا در دانشگاه تهران مشغول شد. در سال ۱۳۵۴ بازنشسته شد و پس از تحمل رنج و بیماری که از اواخر دههٔ ۴۰ با آن دست‌به‌گریبان بود، در چهارم آذر سال ۱۳۶۰ در بیمارستان شریعتی تهران درگذشت.
شعر بلند اسماعیل از رضا براهنی در رثای ایشان سروده شده است.

## اشعار
اسماعیل شاهرودی در سال ۱۳۳۰، نخستین مجموعه اشعارش را به نام «آخرین نبرد» با مقدمهٔ نیما یوشیج انتشار داد. او دومین مجموعه اشعارش را در سال ۱۳۳۶ با عنوان «آینده» منتشر کرد. شعر شاهرودی شعری است اجتماعی که دارای زیبایی و قدرت القای بسیاری است.

اشعار شاهرودی را می‌توان به دو دوره زمانی تقسیم کرد. دوره نخست اشعاری را دربر می‌گیرد که زبان شاعر، تحت تأثیر زبان نیما یوشیج قرار دارد و می‌توان این تأثیرپذیری را به وضوح در کلماتی که شاعر برمی‌گزیند و همچنین اوزانی که انتخاب می‌کند، ردیابی کرد. از این گونه اشعار، در کتاب «آخرین نبرد» و کتاب «آینده» فراوان است. اما اشعار دوره دوم، زبانی مخصوص به خود می‌یابد و پختگی خاصی در آن‌ها ظاهر می‌شود. شاعر در عین حفظ هویت شعری و جهان‌بینی و فضای مخصوص به خود، زبانی ویژه به دست می‌آورد که آمیزه‌ای است از زبان مردم عامه و زبان فاخری که از ادبیات کلاسیک برآمده‌است. او در کتاب‌های بعدی خود یعنی، «م و می‌در سا»، «هر سوی راه، راه، راه، راه» و «آی میقات‌نشین» به این زبان دست می‌یابد و بازی‌های زبانی خاص او را حتی در نام کتاب‌هایش نیز می‌توان یافت.

## نمونه شعر
«گر خوانده بود…» از کتاب «آی میقات‌نشین»:
آیا تمامت از

شب‌ها و روزهای روشن تو برخاست؟

آیا ز جان نیزه این دست‌ها

آن برگ یاس

رویش نخواست دیگر؟

رویش نخواست؟

آیا مرا دگر به جلوه نمی‌خواهد؟

آیا مرا دگر به سینه نمی‌خواند؟

گر خوانده بود

اینک

پرتوگشا به سینه من چلچلراغ بود،

گر خوانده بود

اینک

رؤیای این کویر به چشمانم

دیدار باغ بود!